# Ramiro Fernández Saus
Ramiro Fernández Saus (Sabadell, 7 de març de 1961) és un pintor i gravador català.
Va exposar per primera vegada el 1979, a l'Acadèmia de Belles Arts de Sabadell. Cinc anys després, es va llicenciar en Belles Arts a la Universitat de Barcelona.
Els anys 1985 i 1986 va obtenir el premi del Ministeri de Cultura de l'Estat Espanyol. Més endavant, el 1989, va rebre una beca de la Generalitat de Catalunya per a estudis d'un any a l'estranger, que va desenvolupar als Delfina Studios de Londres.
És un autor que presenta habitualment a ARCO. També ha dissenyat diversos cartells, com el de la Festa Major de Sabadell de 1993 o el Festival de Blues de Cerdanyola de 2008. Ha il·lustrat llibres, entre els quals destaquen una versió de Moby Dick per a Edicions 62 i diversos llibres d'artista. L'any 2022 l'editorial britànica Long & Ryle va editar el llibre Ramiro Fernández Saus, obra d'Andrew Lambirth, una recopilació, en català i castellà, de vint anys de l'obra d'aquest artista d'abast mundial.
Conserven obra de Ramiro Fernández el Museu d'Art Reina Sofia, l'Albertina Museum de Viena, el Museu de Montserrat i el Museu d'Art de Sabadell.

## Exposicions destacades
- 2005 - Retrospectiva al Museu d'Art de Sabadell
- 2007 - El miracle dels ocells.[11]